# Мартин Вартецький
Мартин Вартецький (II пол. XVI ст.) відомий також як Мартин з Варти (пол. Marcin z Warty) і монограміст MW, польський композитор та музикант. В 1564-1565 був співаком королівської капели в Кракові. Єдиний збережений твір це 4-голосний інтроіт Nos autem gloriari oportet, що міститься в т.зв. Ловіцькій органній табулатурі (бл. 1580). Дослідники відзначають що на формування стилю композитора великий вплив справила творчість Себастіана (Роксолануса) з Фельштину.